# Meringosiphon paradisicum
Meringosiphon paradisicum (лат.) — вид тлей из подсемейства Greenideinae (Cervaphidini). Австралия. Единственный представитель рода Meringosiphon.

## Описание
Мелкие насекомые, длина менее 2 мм (от 1,55 до 1,76 мм). Усики шестичлениковые (длина от 0,84 до 0,92 мм). Ассоциированы, предположительно с бобовыми растениями Daviesia divaricata. Медиальная жилка переднего крыла дважды разветвлена. В заднем крыле подобная жилка, а также кубитальная отсутствуют. Встречаются крылатые и бескрылые формы. Первый членик задней лапки с 6-7 волосками. Сифункули имеют длину около 0,2 мм, более или менее цилиндрические, с несколькими простыми волосками, некоторые из которых формируют ряды только у вершины. Вид был впервые описан австралийским энтомологом Мэри Карвер (Mary Carver, Division of Entomology, C.S.I.R.O., Канберра, Австралия) по материалам из Западной Австралии (Perth, King’s Park).